# Dominik Czerwiński
Dominik Czerwiński (XVIII wiek) – polski duchowny katolicki, autor dzieła hagiograficznego.
Nie są znane bliższe dane biograficzne na jego temat, wiadomo jedynie, iż był księdzem w Łowiczu. W 1764 ogłosił dziełko hagiograficzne o świętej Wiktorii Patronka Prymacyalnego miasta Łowicza y Xięstwa całego oraz wszystkich udaiących się do siebie w potrzebach wszelkich doświadczona S. Wiktorya Panna y Menczenniczka Chrystusowa. Autor oparł się w znacznej mierze na żywocie Wiktorii napisanym przez Addona z Trewiru; dodał do tekstu modlitwy i pieśni o świętej. Dzieło ukazało się w drukarni arcybiskupa gnieźnieńskiego w Łowiczu.